# Barnardova hvězda b
Barnardova hvězda b (označovaná též jako Barnard b) byl kandidát na exoplanetu obíhající kolem Barnardovy hvězdy v souhvězdí Hadonoše. Její objev byl oznámen v roce 2018 na základě měření radiálních rychlostí a původní studie ji popisovala jako „superzemi“ o minimální hmotnosti přibližně 3,2 M_⊕, obíhající vnější část planetárního systému s periodou okolo 233 dní a nacházející se blízko tzv. sněhové čáry.
Následné studie však zpochybnily existenci této planety s původně uváděnými parametry. Nové analýzy dat naznačily, že signál připisovaný planetě může ve skutečnosti pocházet z aktivity samotné hvězdy, nikoliv z gravitačního působení obíhajícího tělesa.
V dalších letech (2021–2023) proběhly podrobné zkoušky dat z spektrografů a astrometrických měření, jejichž výsledky opět podporují interpretaci, že signály dříve přisuzované planetě jsou spíše projevem magnetických cyklů a hvězdné aktivity Barnardovy hvězdy.
Do roku 2024 tak nebyla existence planety Barnard b v původně ohlášené podobě potvrzena. Místo toho je považována za pochybného kandidáta a současný konsenzus naznačuje, že data lze lépe vysvětlit hvězdnou aktivitou. Některé studie v literatuře spekulovaly o možnosti menších, horkých planet velmi blízko hvězdy, avšak i tyto výsledky zůstávají předmětem diskuse a vyžadují další, přesnější pozorování a analýzy.

## Historie hypotetické planety

### Pokusy Petera van de Kampa (60.–70. léta 20. století)
Barnardova hvězda byla jednou z prvních hvězd, u nichž se pokoušeli astronomové detekovat planety. Astronom Peter van de Kamp v 60. a 70. letech 20. století ohlásil přítomnost plynných obrů na základě astrometrických pozorování. Následné analýzy však ukázaly, že tyto výsledky byly důsledkem přístrojových chyb, nikoliv reálných planet.

### Objev planety pomocí radiální rychlosti (2018)
V roce 2018 oznámil tým vedený Ignasi Ribasem detekci planety s označením Barnardova hvězda b, jež měla mít hmotnost okolo 3,2 M_⊕ a oběžnou periodu 233 dní. Planetární signál byl detekován metodou radiální rychlosti.

### Revize a zpochybnění (2021–2024)
Následné studie, zejména práce Fenga a kol. (2021) a López-Santiago a kol. (2022), ukázaly, že dříve připsaný signál pravděpodobně pochází z hvězdné aktivity. Existence hmotné superzemě v původně navržené orbitě tak nebyla potvrzena.

## Současný stav
Ke konci roku 2024 není existence Barnardovy hvězdy b v původní podobě (superzemě na vzdálenější dráze) považována za prokázanou. Radialně-rychlostní signály lze lépe vysvětlit periodickými změnami v magnetickém poli Barnardovy hvězdy. Otázka, zda kolem Barnardovy hvězdy obíhá jedna či více nízkomasivních planet na velmi těsných oběžných drahách, zůstává otevřená a vyžaduje další špičková pozorování, například z připravovaných extrémně velkých dalekohledů nebo budoucích kosmických misí.

## Význam a poučení
Případ Barnardovy hvězdy b zdůrazňuje, jak obtížné je spolehlivě detekovat exoplanety kolem aktivních hvězd. Ukazuje na nutnost opatrné interpretace výsledků a na důležitost opakovaných měření a nezávislých analýz. Rovněž podtrhuje, že metody detekce exoplanet musí být stále zdokonalovány, aby bylo možné spolehlivě odlišit planetární signály od jevů spojených s hvězdným magnetismem a aktivitou.